# Temporada 2025 del Campeonato Mundial de Resistencia de la FIA
La temporada 2025 del Campeonato Mundial de Resistencia de la FIA (FIA WEC) es la decimotercera edición de dicho campeonato. Está coorganizada por la Federación Internacional del Automóvil (FIA) y el Automobile Club de l'Ouest (ACO).
En esta edición, los equipos fabricantes clase Hypercar que compitan durante todo el campeonato deben hacerlo con dos vehículos. Tras esta modificación, Lamborghini ha decidido retirarse de la competencia. D'station Racing se retiró debido a problemas financieros. Aston Martin ingresó al campeonato por primera vez en la clase Hypercar, siendo el único fabricante que no utiliza un sistema híbrido. Mercedes regresó a la categoría, luego de su última participación en las 24 Horas de Le Mans 1999, de la mano de Iron Lynx en la clase LMGT3.

## Calendario
El 14 de junio de 2024, la FIA publicó el calendario oficial para la temporada 2025, con aprobación del Consejo Mundial del Deporte Motor. El Circuito de Imola renueva contrato y permanecerá en el campeonato hasta 2028.
| Ronda | Carrera                      | Circuito                                 | Fecha            |
| ----- | ---------------------------- | ---------------------------------------- | ---------------- |
| 0     | Prólogo                      | Circuito Internacional de Losail, Lusail | 21-22 de febrero |
| 1     | 1812 km de Catar             | Circuito Internacional de Losail, Lusail | 28 de febrero    |
| 2     | 6 Horas de Imola             | Autodromo Enzo e Dino Ferrari, Imola     | 20 de abril      |
| 3     | 6 Horas de Spa-Francorchamps | Circuito de Spa-Francorchamps, Spa       | 10 de mayo       |
| 4     | 24 Horas de Le Mans          | Circuito de la Sarthe, Le Mans           | 14-15 de junio   |
| 5     | 6 Horas de São Paulo         | Autódromo José Carlos Pace, São Paulo    | 13 de julio      |
| 6     | Lone Star Le Mans            | Circuito de las Américas, Austin         | 7 de septiembre  |
| 7     | 6 Horas de Fuji              | Fuji Speedway, Shizuoka                  | 28 de septiembre |
| 8     | 8 Horas de Baréin            | Circuito Internacional de Baréin, Sakhir | 8 de noviembre   |

## Escuderías y pilotos

### Hypercar
Todos los participantes utilizan neumáticos Michelin.
| Escudería                 | Automóvil             | Motor                              | Híbrido    | N.º              | Pilotos               |
| ------------------------- | --------------------- | ---------------------------------- | ---------- | ---------------- | --------------------- |
| Aston Martin THOR Team    | Aston Martin Valkyrie | Aston Martin Cosworth RA 6.5 L V12 |            | 007              | Harry Tincknell       |
| Aston Martin THOR Team    | Aston Martin Valkyrie | Aston Martin Cosworth RA 6.5 L V12 | Ross Gunn  | 007              |                       |
| Aston Martin THOR Team    | Aston Martin Valkyrie | Aston Martin Cosworth RA 6.5 L V12 | Tom Gamble | 007              |                       |
| Aston Martin THOR Team    | Aston Martin Valkyrie | Aston Martin Cosworth RA 6.5 L V12 | 009        | Alex Riberas     |                       |
| Aston Martin THOR Team    | Aston Martin Valkyrie | Aston Martin Cosworth RA 6.5 L V12 | 009        | Marco Sørensen   |                       |
| Aston Martin THOR Team    | Aston Martin Valkyrie | Aston Martin Cosworth RA 6.5 L V12 | 009        | Roman De Angelis |                       |
| Porsche Penske Motorsport | Porsche 963           | Porsche 4.6 L Biturbo V8           | HY         | 5                | Michael Christensen   |
| Porsche Penske Motorsport | Porsche 963           | Porsche 4.6 L Biturbo V8           | HY         | 5                | Julien Andlauer       |
| Porsche Penske Motorsport | Porsche 963           | Porsche 4.6 L Biturbo V8           | HY         | 5                | Mathieu Jaminet       |
| Porsche Penske Motorsport | Porsche 963           | Porsche 4.6 L Biturbo V8           | HY         | 6                | Kévin Estre           |
| Porsche Penske Motorsport | Porsche 963           | Porsche 4.6 L Biturbo V8           | HY         | 6                | Laurens Vanthoor      |
| Porsche Penske Motorsport | Porsche 963           | Porsche 4.6 L Biturbo V8           | HY         | 6                | Matt Campbell         |
| Toyota Gazoo Racing       | Toyota GR010 Hybrid   | Toyota 3.5 L Turbo V6              | HY         | 7                | Mike Conway           |
| Toyota Gazoo Racing       | Toyota GR010 Hybrid   | Toyota 3.5 L Turbo V6              | HY         | 7                | Kamui Kobayashi       |
| Toyota Gazoo Racing       | Toyota GR010 Hybrid   | Toyota 3.5 L Turbo V6              | HY         | 7                | Nyck de Vries         |
| Toyota Gazoo Racing       | Toyota GR010 Hybrid   | Toyota 3.5 L Turbo V6              | HY         | 8                | Sébastien Buemi       |
| Toyota Gazoo Racing       | Toyota GR010 Hybrid   | Toyota 3.5 L Turbo V6              | HY         | 8                | Brendon Hartley       |
| Toyota Gazoo Racing       | Toyota GR010 Hybrid   | Toyota 3.5 L Turbo V6              | HY         | 8                | Ryō Hirakawa          |
| Cadillac Hertz Team Jota  | Cadillac V-Series.R   | Cadillac LMC55R 5.5 L V8           | HY         | 12               | Will Stevens          |
| Cadillac Hertz Team Jota  | Cadillac V-Series.R   | Cadillac LMC55R 5.5 L V8           | HY         | 12               | Norman Nato           |
| Cadillac Hertz Team Jota  | Cadillac V-Series.R   | Cadillac LMC55R 5.5 L V8           | HY         | 12               | Alex Lynn             |
| Cadillac Hertz Team Jota  | Cadillac V-Series.R   | Cadillac LMC55R 5.5 L V8           | HY         | 38               | Earl Bamber           |
| Cadillac Hertz Team Jota  | Cadillac V-Series.R   | Cadillac LMC55R 5.5 L V8           | HY         | 38               | Jenson Button         |
| Cadillac Hertz Team Jota  | Cadillac V-Series.R   | Cadillac LMC55R 5.5 L V8           | HY         | 38               | Sébastien Bourdais    |
| BMW M Team WRT            | BMW M Hybrid V8       | BMW P66/3 4.0 L Turbo V8           | HY         | 15               | Raffaele Marciello    |
| BMW M Team WRT            | BMW M Hybrid V8       | BMW P66/3 4.0 L Turbo V8           | HY         | 15               | Dries Vanthoor        |
| BMW M Team WRT            | BMW M Hybrid V8       | BMW P66/3 4.0 L Turbo V8           | HY         | 15               | Kevin Magnussen       |
| BMW M Team WRT            | BMW M Hybrid V8       | BMW P66/3 4.0 L Turbo V8           | HY         | 20               | Robin Frijns          |
| BMW M Team WRT            | BMW M Hybrid V8       | BMW P66/3 4.0 L Turbo V8           | HY         | 20               | René Rast             |
| BMW M Team WRT            | BMW M Hybrid V8       | BMW P66/3 4.0 L Turbo V8           | HY         | 20               | Sheldon van der Linde |
| Alpine Endurance Team     | Alpine A424           | Alpine 3.4 L Turbo V6              | HY         | 35               | Paul-Loup Chatin      |
| Alpine Endurance Team     | Alpine A424           | Alpine 3.4 L Turbo V6              | HY         | 35               | Ferdinand Habsburg    |
| Alpine Endurance Team     | Alpine A424           | Alpine 3.4 L Turbo V6              | HY         | 35               | Charles Milesi        |
| Alpine Endurance Team     | Alpine A424           | Alpine 3.4 L Turbo V6              | HY         | 36               | Jules Gounon          |
| Alpine Endurance Team     | Alpine A424           | Alpine 3.4 L Turbo V6              | HY         | 36               | Mick Schumacher       |
| Alpine Endurance Team     | Alpine A424           | Alpine 3.4 L Turbo V6              | HY         | 36               | Frédéric Makowiecki   |
| Ferrari AF Corse          | Ferrari 499P          | Ferrari F163 3.0 L Turbo V6        | HY         | 50               | Antonio Fuoco         |
| Ferrari AF Corse          | Ferrari 499P          | Ferrari F163 3.0 L Turbo V6        | HY         | 50               | Miguel Molina         |
| Ferrari AF Corse          | Ferrari 499P          | Ferrari F163 3.0 L Turbo V6        | HY         | 50               | Nicklas Nielsen       |
| Ferrari AF Corse          | Ferrari 499P          | Ferrari F163 3.0 L Turbo V6        | HY         | 51               | James Calado          |
| Ferrari AF Corse          | Ferrari 499P          | Ferrari F163 3.0 L Turbo V6        | HY         | 51               | Antonio Giovinazzi    |
| Ferrari AF Corse          | Ferrari 499P          | Ferrari F163 3.0 L Turbo V6        | HY         | 51               | Alessandro Pier Guidi |
| AF Corse                  | Ferrari 499P          | Ferrari F163 3.0 L Turbo V6        | HY         | 83               | Philip Hanson         |
| AF Corse                  | Ferrari 499P          | Ferrari F163 3.0 L Turbo V6        | HY         | 83               | Robert Kubica         |
| AF Corse                  | Ferrari 499P          | Ferrari F163 3.0 L Turbo V6        | HY         | 83               | Ye Yifei              |
| Peugeot TotalEnergies     | Peugeot 9X8           | Peugeot X6H 2.6 L Turbo V6         | HY         | 93               | Jean-Éric Vergne      |
| Peugeot TotalEnergies     | Peugeot 9X8           | Peugeot X6H 2.6 L Turbo V6         | HY         | 93               | Paul di Resta         |
| Peugeot TotalEnergies     | Peugeot 9X8           | Peugeot X6H 2.6 L Turbo V6         | HY         | 93               | Mikkel Jensen         |
| Peugeot TotalEnergies     | Peugeot 9X8           | Peugeot X6H 2.6 L Turbo V6         | HY         | 94               | Malthe Jakobsen       |
| Peugeot TotalEnergies     | Peugeot 9X8           | Peugeot X6H 2.6 L Turbo V6         | HY         | 94               | Stoffel Vandoorne     |
| Peugeot TotalEnergies     | Peugeot 9X8           | Peugeot X6H 2.6 L Turbo V6         | HY         | 94               | Loïc Duval            |
| Proton Competition        | Porsche 963           | Porsche 4.6 L Biturbo V8           | HY         | 99               | Neel Jani             |
| Proton Competition        | Porsche 963           | Porsche 4.6 L Biturbo V8           | HY         | 99               | Nico Pino             |
| Proton Competition        | Porsche 963           | Porsche 4.6 L Biturbo V8           | HY         | 99               | Nicolás Varrone       |
| Fuente:                   |                       |                                    |            |                  |                       |

### LMGT3
Todos los participantes utilizan neumáticos Goodyear.
| Escudería              | Automóvil                        | Motor                            | N.º | Pilotos               |
| ---------------------- | -------------------------------- | -------------------------------- | --- | --------------------- |
| Racing Spirit of Léman | Aston Martin Vantage AMR GT3 Evo | Aston Martin M177 4.0 L Turbo V8 | 10  | Derek DeBoer          |
| Racing Spirit of Léman | Aston Martin Vantage AMR GT3 Evo | Aston Martin M177 4.0 L Turbo V8 | 10  | Eduardo Barrichello   |
| Racing Spirit of Léman | Aston Martin Vantage AMR GT3 Evo | Aston Martin M177 4.0 L Turbo V8 | 10  | Valentin Hasse-Clot   |
| Heart of Racing Team   | Aston Martin Vantage AMR GT3 Evo | Aston Martin M177 4.0 L Turbo V8 | 27  | Ian James             |
| Heart of Racing Team   | Aston Martin Vantage AMR GT3 Evo | Aston Martin M177 4.0 L Turbo V8 | 27  | Zacharie Robichon     |
| Heart of Racing Team   | Aston Martin Vantage AMR GT3 Evo | Aston Martin M177 4.0 L Turbo V8 | 27  | Mattia Drudi          |
| Vista AF Corse         | Ferrari 296 GT3                  | Ferrari F163CE 3.0 L Turbo V6    | 21  | François Heriau       |
| Vista AF Corse         | Ferrari 296 GT3                  | Ferrari F163CE 3.0 L Turbo V6    | 21  | Simon Mann            |
| Vista AF Corse         | Ferrari 296 GT3                  | Ferrari F163CE 3.0 L Turbo V6    | 21  | Alessio Rovera        |
| Vista AF Corse         | Ferrari 296 GT3                  | Ferrari F163CE 3.0 L Turbo V6    | 54  | Francesco Castellacci |
| Vista AF Corse         | Ferrari 296 GT3                  | Ferrari F163CE 3.0 L Turbo V6    | 54  | Thomas Flohr          |
| Vista AF Corse         | Ferrari 296 GT3                  | Ferrari F163CE 3.0 L Turbo V6    | 54  | Davide Rigon          |
| The Bend Team WRT      | BMW M4 GT3 Evo                   | BMW P58 3.0 L Turbo I6           | 31  | Augusto Farfus        |
| The Bend Team WRT      | BMW M4 GT3 Evo                   | BMW P58 3.0 L Turbo I6           | 31  | Timur Boguslavskiy    |
| The Bend Team WRT      | BMW M4 GT3 Evo                   | BMW P58 3.0 L Turbo I6           | 31  | Yasser Shahin         |
| Team WRT               | BMW M4 GT3 Evo                   | BMW P58 3.0 L Turbo I6           | 32  | Ahmad Al Harthy       |
| Team WRT               | BMW M4 GT3 Evo                   | BMW P58 3.0 L Turbo I6           | 32  | Kelvin van der Linde  |
| Team WRT               | BMW M4 GT3 Evo                   | BMW P58 3.0 L Turbo I6           | 32  | Valentino Rossi       |
| TF Sport               | Chevrolet Corvette Z06 GT3.R     | Chevrolet LT6.R 5.5 L V8         | 33  | Daniel Juncadella     |
| TF Sport               | Chevrolet Corvette Z06 GT3.R     | Chevrolet LT6.R 5.5 L V8         | 33  | Ben Keating           |
| TF Sport               | Chevrolet Corvette Z06 GT3.R     | Chevrolet LT6.R 5.5 L V8         | 33  | Jonny Edgar           |
| TF Sport               | Chevrolet Corvette Z06 GT3.R     | Chevrolet LT6.R 5.5 L V8         | 81  | Charlie Eastwood      |
| TF Sport               | Chevrolet Corvette Z06 GT3.R     | Chevrolet LT6.R 5.5 L V8         | 81  | Tom Van Rompuy        |
| TF Sport               | Chevrolet Corvette Z06 GT3.R     | Chevrolet LT6.R 5.5 L V8         | 81  | Rui Andrade           |
| United Autosports      | McLaren 720S GT3 Evo             | McLaren M840T 4.0 L Turbo V8     | 59  | Grégoire Saucy        |
| United Autosports      | McLaren 720S GT3 Evo             | McLaren M840T 4.0 L Turbo V8     | 59  | James Cottingham      |
| United Autosports      | McLaren 720S GT3 Evo             | McLaren M840T 4.0 L Turbo V8     | 59  | Sébastien Baud        |
| United Autosports      | McLaren 720S GT3 Evo             | McLaren M840T 4.0 L Turbo V8     | 95  | Marino Sato           |
| United Autosports      | McLaren 720S GT3 Evo             | McLaren M840T 4.0 L Turbo V8     | 95  | Sean Gelael           |
| United Autosports      | McLaren 720S GT3 Evo             | McLaren M840T 4.0 L Turbo V8     | 95  | Darren Leung          |
| Iron Lynx              | Mercedes-AMG GT3 Evo             | Mercedes-AMG M159 6.2 L V8       | 60  | Claudio Schiavoni     |
| Iron Lynx              | Mercedes-AMG GT3 Evo             | Mercedes-AMG M159 6.2 L V8       | 60  | Matteo Cairoli        |
| Iron Lynx              | Mercedes-AMG GT3 Evo             | Mercedes-AMG M159 6.2 L V8       | 60  | Matteo Cressoni       |
| Iron Lynx              | Mercedes-AMG GT3 Evo             | Mercedes-AMG M159 6.2 L V8       | 61  | Christian Ried        |
| Iron Lynx              | Mercedes-AMG GT3 Evo             | Mercedes-AMG M159 6.2 L V8       | 61  | Maxime Martin         |
| Iron Lynx              | Mercedes-AMG GT3 Evo             | Mercedes-AMG M159 6.2 L V8       | 61  | Lin Hodenius          |
| Proton Competition     | Ford Mustang GT3                 | Ford Coyote 5.4 L V8             | 77  | Benjamin Barker       |
| Proton Competition     | Ford Mustang GT3                 | Ford Coyote 5.4 L V8             | 77  | Bernardo Sousa        |
| Proton Competition     | Ford Mustang GT3                 | Ford Coyote 5.4 L V8             | 77  | Ben Tuck              |
| Proton Competition     | Ford Mustang GT3                 | Ford Coyote 5.4 L V8             | 88  | Dennis Olsen          |
| Proton Competition     | Ford Mustang GT3                 | Ford Coyote 5.4 L V8             | 88  | Stefano Gattuso       |
| Proton Competition     | Ford Mustang GT3                 | Ford Coyote 5.4 L V8             | 88  | Giammarco Levorato    |
| Akkodis ASP Team       | Lexus RC F GT3                   | Lexus 2UR-GSE 5.0 L V8           | 78  | Ben Barnicoat         |
| Akkodis ASP Team       | Lexus RC F GT3                   | Lexus 2UR-GSE 5.0 L V8           | 78  | Arnold Robin          |
| Akkodis ASP Team       | Lexus RC F GT3                   | Lexus 2UR-GSE 5.0 L V8           | 78  | Finn Gehrsitz         |
| Akkodis ASP Team       | Lexus RC F GT3                   | Lexus 2UR-GSE 5.0 L V8           | 87  | José María López      |
| Akkodis ASP Team       | Lexus RC F GT3                   | Lexus 2UR-GSE 5.0 L V8           | 87  | Răzvan Umbrărescu     |
| Akkodis ASP Team       | Lexus RC F GT3                   | Lexus 2UR-GSE 5.0 L V8           | 87  | Clemens Schmid        |
| Iron Dames             | Porsche 911 GT3 R (992)          | Porsche M97/80 4.2 L Flat-6      | 85  | Célia Martin          |
| Iron Dames             | Porsche 911 GT3 R (992)          | Porsche M97/80 4.2 L Flat-6      | 85  | Rahel Frey            |
| Iron Dames             | Porsche 911 GT3 R (992)          | Porsche M97/80 4.2 L Flat-6      | 85  | Michelle Gatting      |
| Manthey 1st Phorm      | Porsche 911 GT3 R (992)          | Porsche M97/80 4.2 L Flat-6      | 92  | Ryan Hardwick         |
| Manthey 1st Phorm      | Porsche 911 GT3 R (992)          | Porsche M97/80 4.2 L Flat-6      | 92  | Richard Lietz         |
| Manthey 1st Phorm      | Porsche 911 GT3 R (992)          | Porsche M97/80 4.2 L Flat-6      | 92  | Riccardo Pera         |
| Fuente:                |                                  |                                  |     |                       |

## Resultados
| Ronda | Circuito          | Trazado                                               | Ganadores                                  | Ganadores                |
| Ronda | Circuito          | Trazado                                               | Hypercar                                   | LMGT3                    |
| ----- | ----------------- | ----------------------------------------------------- | ------------------------------------------ | ------------------------ |
| 1     | Lusail            |                                                       | N.º 50 Ferrari AF Corse                    | N.º 33 TF Sport          |
| 1     | Lusail            | Antonio Fuoco Miguel Molina Nicklas Nielsen           | Ben Keating Jonny Edgar Daniel Juncadella  |                          |
| 1     | Lusail            | Resultados                                            |                                            |                          |
| 2     | Imola             |                                                       | N.º 51 Ferrari AF Corse                    | N.º 92 Manthey 1st Phorm |
| 2     | Imola             | Alessandro Pier Guidi James Calado Antonio Giovinazzi | Ryan Hardwick Richard Lietz Riccardo Pera  |                          |
| 2     | Imola             | Resultados                                            |                                            |                          |
| 3     | Spa-Francorchamps |                                                       | N.º 51 Ferrari AF Corse                    | N.º 21 Vista AF Corse    |
| 3     | Spa-Francorchamps | Alessandro Pier Guidi James Calado Antonio Giovinazzi | François Heriau Simon Mann Alessio Rovera  |                          |
| 3     | Spa-Francorchamps | Resultados                                            |                                            |                          |
| 4     | Le Mans           |                                                       | N.º 83 AF Corse                            | N.º 92 Manthey 1st Phorm |
| 4     | Le Mans           | Philip Hanson Robert Kubica Ye Yifei                  | Ryan Hardwick Richard Lietz Riccardo Pera  |                          |
| 4     | Le Mans           | Resultados                                            |                                            |                          |
| 5     | Interlagos        |                                                       | N.º                                        | N.º                      |
| 5     | Interlagos        | Bandera de ? · Bandera de ? · Bandera de ?            | Bandera de ? · Bandera de ? · Bandera de ? |                          |
| 5     | Interlagos        | Resultados                                            |                                            |                          |
| 6     | Lone Star Le Mans |                                                       | N.º                                        | N.º                      |
| 6     | Lone Star Le Mans | Bandera de ? · Bandera de ? · Bandera de ?            | Bandera de ? · Bandera de ? · Bandera de ? |                          |
| 6     | Lone Star Le Mans | Resultados                                            |                                            |                          |
| 7     | Fuji              |                                                       | N.º                                        | N.º                      |
| 7     | Fuji              | Bandera de ? · Bandera de ? · Bandera de ?            | Bandera de ? · Bandera de ? · Bandera de ? |                          |
| 7     | Fuji              | Resultados                                            |                                            |                          |
| 8     | Baréin            |                                                       | N.º                                        | N.º                      |
| 8     | Baréin            | Bandera de ? · Bandera de ? · Bandera de ?            | Bandera de ? · Bandera de ? · Bandera de ? |                          |
| 8     | Baréin            | Resultados                                            |                                            |                          |

## Clasificaciones

### Puntuaciones
| Duración   | 1.º | 2.º | 3.º | 4.º | 5.º | 6.º | 7.º | 8.º | 9.º | 10.º | Pole |
| 6 Horas    | 25  | 18  | 15  | 12  | 10  | 8   | 6   | 4   | 2   | 1    | 1    |
| 8-10 Horas | 38  | 27  | 23  | 18  | 15  | 12  | 9   | 6   | 3   | 2    | 1    |
| 24 Horas   | 50  | 36  | 30  | 24  | 20  | 16  | 12  | 8   | 4   | 2    | 1    |

### Campeonato de Pilotos

#### Hypercar
| Pos. | Piloto                | Escudería                 | QAT | IMO | SPA | LMS | SÃO | COA | FUJ | BHR | Puntos |
| ---- | --------------------- | ------------------------- | --- | --- | --- | --- | --- | --- | --- | --- | ------ |
| 1    | James Calado          | Ferrari AF Corse          | 3   | 1   | 1   | 3   |     |     |     |     | 105    |
| 1    | Antonio Giovinazzi    | Ferrari AF Corse          | 3   | 1   | 1   | 3   |     |     |     |     | 105    |
| 1    | Alessandro Pier Guidi | Ferrari AF Corse          | 3   | 1   | 1   | 3   |     |     |     |     | 105    |
| 2    | Philip Hanson         | AF Corse                  | 2   | 4   | 15  | 1   |     |     |     |     | 89     |
| 2    | Robert Kubica         | AF Corse                  | 2   | 4   | 15  | 1   |     |     |     |     | 89     |
| 2    | Ye Yifei              | AF Corse                  | 2   | 4   | 15  | 1   |     |     |     |     | 89     |
| 3    | Antonio Fuoco         | Ferrari AF Corse          | 1   | 15  | 2   | DSQ |     |     |     |     | 57     |
| 3    | Miguel Molina         | Ferrari AF Corse          | 1   | 15  | 2   | DSQ |     |     |     |     | 57     |
| 3    | Nicklas Nielsen       | Ferrari AF Corse          | 1   | 15  | 2   | DSQ |     |     |     |     | 57     |
| 4    | Mike Conway           | Toyota Gazoo Racing       | 6   | 7   | 7   | 5   |     |     |     |     | 44     |
| 4    | Kamui Kobayashi       | Toyota Gazoo Racing       | 6   | 7   | 7   | 5   |     |     |     |     | 44     |
| 4    | Nyck de Vries         | Toyota Gazoo Racing       | 6   | 7   | 7   | 5   |     |     |     |     | 44     |
| 5    | Kévin Estre           | Porsche Penske Motorsport | 11  | 8   | 9   | 2   |     |     |     |     | 42     |
| 5    | Laurens Vanthoor      | Porsche Penske Motorsport | 11  | 8   | 9   | 2   |     |     |     |     | 42     |
| 6    | Alex Lynn             | Cadillac Hertz Team Jota  | 8   | 10  | 5   | 4   |     |     |     |     | 42     |
| 6    | Norman Nato           | Cadillac Hertz Team Jota  | 8   | 10  | 5   | 4   |     |     |     |     | 42     |
| 6    | Will Stevens          | Cadillac Hertz Team Jota  | 8   | 10  | 5   | 4   |     |     |     |     | 42     |
| 7    | Matt Campbell         | Porsche Penske Motorsport | 11  | 8   |     | 2   |     |     |     |     | 40     |
| 8    | Sébastien Buemi       | Toyota Gazoo Racing       | 5   | 5   | 4   | 14  |     |     |     |     | 37     |
| 8    | Brendon Hartley       | Toyota Gazoo Racing       | 5   | 5   | 4   | 14  |     |     |     |     | 37     |
| 8    | Ryō Hirakawa          | Toyota Gazoo Racing       | 5   | 5   | 4   | 14  |     |     |     |     | 37     |
| 9    | Jules Gounon          | Alpine Endurance Team     | 13  | 3   | 3   | 9   |     |     |     |     | 34     |
| 9    | Frédéric Makowiecki   | Alpine Endurance Team     | 13  | 3   | 3   | 9   |     |     |     |     | 34     |
| 9    | Mick Schumacher       | Alpine Endurance Team     | 13  | 3   | 3   | 9   |     |     |     |     | 34     |
| 10   | Robin Frijns          | BMW M Team WRT            | 7   | 2   | Ret | 16  |     |     |     |     | 27     |
| 10   | René Rast             | BMW M Team WRT            | 7   | 2   | Ret | 16  |     |     |     |     | 27     |
| 11   | Sheldon van der Linde | BMW M Team WRT            | 7   | 2   |     | 16  |     |     |     |     | 27     |
| 12   | Kevin Magnussen       | BMW M Team WRT            | 4   | 6   | 10  | 17  |     |     |     |     | 27     |
| 12   | Raffaele Marciello    | BMW M Team WRT            | 4   | 6   | 10  | 17  |     |     |     |     | 27     |
| 13   | Dries Vanthoor        | BMW M Team WRT            | 4   | 6   |     | 17  |     |     |     |     | 26     |
| 14   | Earl Bamber           | Cadillac Hertz Team Jota  | 16  | 16  | 6   | 7   |     |     |     |     | 20     |
| 14   | Sébastien Bourdais    | Cadillac Hertz Team Jota  | 16  | 16  | 6   | 7   |     |     |     |     | 20     |
| 14   | Jenson Button         | Cadillac Hertz Team Jota  | 16  | 16  | 6   | 7   |     |     |     |     | 20     |
| 15   | Julien Andlauer       | Porsche Penske Motorsport | 10  | 11  | 12  | 6   |     |     |     |     | 18     |
| 15   | Michael Christensen   | Porsche Penske Motorsport | 10  | 11  | 12  | 6   |     |     |     |     | 18     |
| 16   | Mathieu Jaminet       | Porsche Penske Motorsport | 10  | 11  |     | 6   |     |     |     |     | 18     |
| 17   | Paul-Loup Chatin      | Alpine Endurance Team     | 14  | 13  | 8   | 8   |     |     |     |     | 12     |
| 17   | Ferdinand Habsburg    | Alpine Endurance Team     | 14  | 13  | 8   | 8   |     |     |     |     | 12     |
| 17   | Charles Milesi        | Alpine Endurance Team     | 14  | 13  | 8   | 8   |     |     |     |     | 12     |
| 18   | Paul di Resta         | Peugeot TotalEnergies     | 9   | 9   | 11  | 15  |     |     |     |     | 5      |
| 18   | Mikkel Jensen         | Peugeot TotalEnergies     | 9   | 9   | 11  | 15  |     |     |     |     | 5      |
| 18   | Jean-Éric Vergne      | Peugeot TotalEnergies     | 9   | 9   | 11  | 15  |     |     |     |     | 5      |
| 19   | Pascal Wehrlein       | Porsche Penske Motorsport |     |     | 9   |     |     |     |     |     | 2      |
| 20   | Loïc Duval            | Peugeot TotalEnergies     | 12  | 12  | Ret | 10  |     |     |     |     | 2      |
| 20   | Malthe Jakobsen       | Peugeot TotalEnergies     | 12  | 12  | Ret | 10  |     |     |     |     | 2      |
| 20   | Stoffel Vandoorne     | Peugeot TotalEnergies     | 12  | 12  | Ret | 10  |     |     |     |     | 2      |
| 21   | Alex Riberas          | Aston Martin THOR Team    | 17  | 17  | 14  | 11  |     |     |     |     | 0      |
| 21   | Marco Sørensen        | Aston Martin THOR Team    | 17  | 17  | 14  | 11  |     |     |     |     | 0      |
| 22   | Roman De Angelis      | Aston Martin THOR Team    | 17  |     |     | 11  |     |     |     |     | 0      |
| 23   | Nico Müller           | Porsche Penske Motorsport |     |     | 12  |     |     |     |     |     | 0      |
| 24   | Neel Jani             | Proton Competition        | 15  | 14  | Ret | 12  |     |     |     |     | 0      |
| 24   | Nico Pino             | Proton Competition        | 15  | 14  | Ret | 12  |     |     |     |     | 0      |
| 24   | Nicolás Varrone       | Proton Competition        | 15  | 14  | Ret | 12  |     |     |     |     | 0      |
| 25   | Tom Gamble            | Aston Martin THOR Team    | Ret | 18  | 13  | 13  |     |     |     |     | 0      |
| 25   | Harry Tincknell       | Aston Martin THOR Team    | Ret | 18  | 13  | 13  |     |     |     |     | 0      |
| 26   | Ross Gunn             | Aston Martin THOR Team    | Ret |     |     | 13  |     |     |     |     | 0      |
| Pos. | Piloto                | Escudería                 | QAT | IMO | SPA | LMS | SÃO | COA | FUJ | BHR | Puntos |

| Color     | Resultado                                                               |
| --------- | ----------------------------------------------------------------------- |
| Oro       | Ganador                                                                 |
| Plata     | 2.ª plaza                                                               |
| Bronce    | 3.ª plaza                                                               |
| Verde     | Finalizó en los puntos                                                  |
| Azul      | Finalizó sin puntos                                                     |
| Azul      | NC - No clasificado                                                     |
| Violeta   | Ret - No terminó (Carrera)                                              |
| Rojo      | DNQ - No se clasificó                                                   |
| Negro     | DSQ - Descalificado                                                     |
| Blanco    | DNS - No empezó (carrera)                                               |
| Blanco    | WD - Retirado (fin de semana)                                           |
| Blanco    | C - Carrera cancelada                                                   |
| Sin color | DNP - Inscrito pero no participó                                        |
| Sin color | INJ - Lesionado                                                         |
| Sin color | EX - Excluido                                                           |
| Estado    | Resultado                                                               |
| Negrita   | Pole position                                                           |
| Cursiva   | Vuelta rápida                                                           |
| †         | Abandona, pero clasifica al completar el porcentaje requerido para ello |

#### LMGT3
| Pos. | Piloto                | Escudería              | QAT | IMO | SPA | LMS | SÃO | COA | FUJ | BHR | Puntos |
| ---- | --------------------- | ---------------------- | --- | --- | --- | --- | --- | --- | --- | --- | ------ |
| 1    | Ryan Hardwick         | Manthey 1st Phorm      | 12  | 1   | 7   | 1   |     |     |     |     | 81     |
| 1    | Richard Lietz         | Manthey 1st Phorm      | 12  | 1   | 7   | 1   |     |     |     |     | 81     |
| 1    | Riccardo Pera         | Manthey 1st Phorm      | 12  | 1   | 7   | 1   |     |     |     |     | 81     |
| 2    | François Heriau       | Vista AF Corse         | 5   | Ret | 1   | 2   |     |     |     |     | 76     |
| 2    | Simon Mann            | Vista AF Corse         | 5   | Ret | 1   | 2   |     |     |     |     | 76     |
| 2    | Alessio Rovera        | Vista AF Corse         | 5   | Ret | 1   | 2   |     |     |     |     | 76     |
| 3    | Jonny Edgar           | TF Sport               | 1   | 7   | 13  | 6   |     |     |     |     | 60     |
| 3    | Daniel Juncadella     | TF Sport               | 1   | 7   | 13  | 6   |     |     |     |     | 60     |
| 3    | Ben Keating           | TF Sport               | 1   | 7   | 13  | 6   |     |     |     |     | 60     |
| 4    | Mattia Drudi          | Heart of Racing Team   | 6   | Ret | 5   | 4   |     |     |     |     | 47     |
| 4    | Ian James             | Heart of Racing Team   | 6   | Ret | 5   | 4   |     |     |     |     | 47     |
| 4    | Zacharie Robichon     | Heart of Racing Team   | 6   | Ret | 5   | 4   |     |     |     |     | 47     |
| 5    | Finn Gehrsitz         | Akkodis ASP Team       | 4   | 3   | 8   | Ret |     |     |     |     | 38     |
| 5    | Arnold Robin          | Akkodis ASP Team       | 4   | 3   | 8   | Ret |     |     |     |     | 38     |
| 6    | Rui Andrade           | TF Sport               | Ret | 6   | 14  | 3   |     |     |     |     | 38     |
| 6    | Charlie Eastwood      | TF Sport               | Ret | 6   | 14  | 3   |     |     |     |     | 38     |
| 6    | Tom van Rompuy        | TF Sport               | Ret | 6   | 14  | 3   |     |     |     |     | 38     |
| 7    | José María López      | Akkodis ASP Team       | Ret | 4   | Ret | 5   |     |     |     |     | 32     |
| 7    | Clemens Schmid        | Akkodis ASP Team       | Ret | 4   | Ret | 5   |     |     |     |     | 32     |
| 7    | Răzvan Umbrărescu     | Akkodis ASP Team       | Ret | 4   | Ret | 5   |     |     |     |     | 32     |
| 8    | Francesco Castellacci | Vista AF Corse         | 8   | 5   | 3   | Ret |     |     |     |     | 31     |
| 8    | Thomas Flohr          | Vista AF Corse         | 8   | 5   | 3   | Ret |     |     |     |     | 31     |
| 8    | Davide Rigon          | Vista AF Corse         | 8   | 5   | 3   | Ret |     |     |     |     | 31     |
| 9    | Sébastien Baud        | United Autosports      | 2   | 14  | 15  | NC  |     |     |     |     | 27     |
| 9    | James Cottingham      | United Autosports      | 2   | 14  | 15  | NC  |     |     |     |     | 27     |
| 9    | Grégoire Saucy        | United Autosports      | 2   | 14  | 15  | NC  |     |     |     |     | 27     |
| 10   | Ben Barker            | Proton Competition     | Ret | 10  | 4   | 7   |     |     |     |     | 25     |
| 10   | Bernardo Sousa        | Proton Competition     | Ret | 10  | 4   | 7   |     |     |     |     | 25     |
| 10   | Ben Tuck              | Proton Competition     | Ret | 10  | 4   | 7   |     |     |     |     | 25     |
| 11   | Timur Boguslavskiy    | The Bend Team WRT      | 3   | 12  | Ret | Ret |     |     |     |     | 23     |
| 11   | Augusto Farfus        | The Bend Team WRT      | 3   | 12  | Ret | Ret |     |     |     |     | 23     |
| 11   | Yasser Shahin         | The Bend Team WRT      | 3   | 12  | Ret | Ret |     |     |     |     | 23     |
| 12   | Ahmad Al Harthy       | Team WRT               | 11  | 2   | 9   | Ret |     |     |     |     | 21     |
| 12   | Valentino Rossi       | Team WRT               | 11  | 2   | 9   | Ret |     |     |     |     | 21     |
| 12   | Kelvin van der Linde  | Team WRT               | 11  | 2   | 9   | Ret |     |     |     |     | 21     |
| 13   | Stefano Gattuso       | Proton Competition     | 10  | 16  | 2   | Ret |     |     |     |     | 20     |
| 13   | Giammarco Levorato    | Proton Competition     | 10  | 16  | 2   | Ret |     |     |     |     | 20     |
| 13   | Dennis Olsen          | Proton Competition     | 10  | 16  | 2   | Ret |     |     |     |     | 20     |
| 14   | Ben Barnicoat         | Akkodis ASP Team       | 4   |     |     |     |     |     |     |     | 18     |
| 15   | Esteban Masson        | Akkodis ASP Team       |     | 3   |     |     |     |     |     |     | 15     |
| 16   | Eduardo Barrichello   | Racing Spirit of Léman | 9   | 11  | 6   | 9   |     |     |     |     | 15     |
| 16   | Derek DeBoer          | Racing Spirit of Léman | 9   | 11  | 6   | 9   |     |     |     |     | 15     |
| 16   | Valentin Hasse-Clot   | Racing Spirit of Léman | 9   | 11  | 6   | 9   |     |     |     |     | 15     |
| 17   | Sean Gelael           | United Autosports      | 7   | 9   | Ret | Ret |     |     |     |     | 12     |
| 17   | Darren Leung          | United Autosports      | 7   | 9   | Ret | Ret |     |     |     |     | 12     |
| 17   | Marino Sato           | United Autosports      | 7   | 9   | Ret | Ret |     |     |     |     | 12     |
| 18   | Lin Hodenius          | Iron Lynx              | Ret | 13  | 11  | 8   |     |     |     |     | 8      |
| 18   | Maxime Martin         | Iron Lynx              | Ret | 13  | 11  | 8   |     |     |     |     | 8      |
| 19   | Martin Berry          | Iron Lynx              |     |     | 11  | 8   |     |     |     |     | 8      |
| 20   | Rahel Frey            | Iron Dames             | 13  | 8   | 10  | 10  |     |     |     |     | 7      |
| 20   | Célia Martin          | Iron Dames             | 13  | 8   | 10  | 10  |     |     |     |     | 7      |
| 21   | Michelle Gatting      | Iron Dames             | 13  | 8   | 10  |     |     |     |     |     | 5      |
| 22   | Yuichi Nakayama       | Akkodis ASP Team       |     |     | 8   |     |     |     |     |     | 5      |
| 23   | Sarah Bovy            | Iron Dames             |     |     |     | 10  |     |     |     |     | 2      |
| 24   | Matteo Cairoli        | Iron Lynx              | NC  | 15  | 12  |     |     |     |     |     | 0      |
| 25   | Brenton Grove         | Iron Lynx              |     |     | 12  |     |     |     |     |     | 0      |
| 25   | Stephen Grove         | Iron Lynx              |     |     | 12  |     |     |     |     |     | 0      |
| 26   | Christian Ried        | Iron Lynx              | Ret | 13  |     |     |     |     |     |     | 0      |
| 27   | Matteo Cressoni       | Iron Lynx              | NC  | 15  |     |     |     |     |     |     | 0      |
| 27   | Claudio Schiavoni     | Iron Lynx              | NC  | 15  |     |     |     |     |     |     | 0      |
| NC   | Jack Hawksworth       | Akkodis ASP Team       |     |     |     | Ret |     |     |     |     | 0      |
| NC   | Andrew Gilbert        | Iron Lynx              |     |     |     | Ret |     |     |     |     | 0      |
| NC   | Lorcan Hanafin        | Iron Lynx              |     |     |     | Ret |     |     |     |     | 0      |
| NC   | Fran Rueda            | Iron Lynx              |     |     |     | Ret |     |     |     |     | 0      |
| Pos. | Piloto                | Escudería              | QAT | IMO | SPA | LMS | SÃO | COA | FUJ | BHR | Puntos |

| Color     | Resultado                                                               |
| --------- | ----------------------------------------------------------------------- |
| Oro       | Ganador                                                                 |
| Plata     | 2.ª plaza                                                               |
| Bronce    | 3.ª plaza                                                               |
| Verde     | Finalizó en los puntos                                                  |
| Azul      | Finalizó sin puntos                                                     |
| Azul      | NC - No clasificado                                                     |
| Violeta   | Ret - No terminó (Carrera)                                              |
| Rojo      | DNQ - No se clasificó                                                   |
| Negro     | DSQ - Descalificado                                                     |
| Blanco    | DNS - No empezó (carrera)                                               |
| Blanco    | WD - Retirado (fin de semana)                                           |
| Blanco    | C - Carrera cancelada                                                   |
| Sin color | DNP - Inscrito pero no participó                                        |
| Sin color | INJ - Lesionado                                                         |
| Sin color | EX - Excluido                                                           |
| Estado    | Resultado                                                               |
| Negrita   | Pole position                                                           |
| Cursiva   | Vuelta rápida                                                           |
| †         | Abandona, pero clasifica al completar el porcentaje requerido para ello |

### Campeonato de Fabricantes

#### Hypercar
| Pos. | Fabricante   | QAT | IMO | SPA | LMS | SÃO | COA | FUJ | BHR | Puntos |
| ---- | ------------ | --- | --- | --- | --- | --- | --- | --- | --- | ------ |
| 1    | Ferrari      | 1   | 1   | 1   | 2   |     |     |     |     | 172    |
| 1    | Ferrari      | 2   | 13  | 2   | DSQ |     |     |     |     | 172    |
| 2    | Toyota       | 4   | 4   | 4   | 4   |     |     |     |     | 95     |
| 2    | Toyota       | 5   | 6   | 7   | 13  |     |     |     |     | 95     |
| 3    | Porsche      | 9   | 7   | 9   | 1   |     |     |     |     | 84     |
| 3    | Porsche      | 10  | 10  | 12  | 5   |     |     |     |     | 84     |
| 4    | Cadillac     | 7   | 9   | 5   | 3   |     |     |     |     | 76     |
| 4    | Cadillac     | 14  | 14  | 6   | 6   |     |     |     |     | 76     |
| 5    | BMW          | 3   | 2   | 10  | 15  |     |     |     |     | 64     |
| 5    | BMW          | 6   | 5   | Ret | 16  |     |     |     |     | 64     |
| 6    | Alpine       | 12  | 3   | 3   | 7   |     |     |     |     | 54     |
| 6    | Alpine       | 13  | 12  | 8   | 8   |     |     |     |     | 54     |
| 7    | Peugeot      | 8   | 8   | 11  | 9   |     |     |     |     | 14     |
| 7    | Peugeot      | 11  | 11  | Ret | 14  |     |     |     |     | 14     |
| 8    | Aston Martin | 15  | 15  | 13  | 10  |     |     |     |     | 2      |
| 8    | Aston Martin | Ret | 16  | 14  | 12  |     |     |     |     | 2      |
| Pos. | Fabricante   | QAT | IMO | SPA | LMS | SÃO | COA | FUJ | BHR | Puntos |

### Campeonato de Escuderías

#### Hypercar
| Pos. | N.º | Escudería          | QAT | IMO | SPA | LMS | SÃO | COA | FUJ | BHR | Puntos |
| ---- | --- | ------------------ | --- | --- | --- | --- | --- | --- | --- | --- | ------ |
| 1    | 83  | AF Corse           | 1   | 1   | 1   | 1   |     |     |     |     | 188    |
| 2    | 99  | Proton Competition | 2   | 2   | Ret | 2   |     |     |     |     | 117    |
| Pos. | N.º | Escudería          | QAT | IMO | SPA | LMS | SÃO | COA | FUJ | BHR | Puntos |

#### LMGT3
| Pos. | N.º | Escudería              | QAT | IMO | SPA | LMS | SÃO | COA | FUJ | BHR | Puntos |
| ---- | --- | ---------------------- | --- | --- | --- | --- | --- | --- | --- | --- | ------ |
| 1    | 92  | Manthey 1st Phorm      | 12  | 1   | 7   | 1   |     |     |     |     | 81     |
| 2    | 21  | Vista AF Corse         | 5   | Ret | 1   | 2   |     |     |     |     | 76     |
| 3    | 33  | TF Sport               | 1   | 7   | 13  | 6   |     |     |     |     | 60     |
| 4    | 27  | Heart of Racing Team   | 6   | Ret | 5   | 4   |     |     |     |     | 47     |
| 5    | 78  | Akkodis ASP Team       | 4   | 3   | 8   | Ret |     |     |     |     | 38     |
| 6    | 81  | TF Sport               | Ret | 6   | 14  | 3   |     |     |     |     | 38     |
| 7    | 87  | Akkodis ASP Team       | Ret | 4   | Ret | 5   |     |     |     |     | 32     |
| 8    | 54  | Vista AF Corse         | 8   | 5   | 3   | Ret |     |     |     |     | 31     |
| 9    | 59  | United Autosports      | 2   | 14  | 15  | NC  |     |     |     |     | 27     |
| 10   | 77  | Proton Competition     | Ret | 10  | 4   | 7   |     |     |     |     | 25     |
| 11   | 31  | The Bend Team WRT      | 3   | 12  | Ret | Ret |     |     |     |     | 23     |
| 12   | 46  | Team WRT               | 11  | 2   | 9   | Ret |     |     |     |     | 21     |
| 13   | 88  | Proton Competition     | 10  | 16  | 2   | Ret |     |     |     |     | 20     |
| 14   | 10  | Racing Spirit of Léman | 9   | 11  | 6   | 9   |     |     |     |     | 15     |
| 15   | 95  | United Autosports      | 7   | 9   | Ret | Ret |     |     |     |     | 12     |
| 16   | 61  | Iron Lynx              | Ret | 13  | 11  | 8   |     |     |     |     | 8      |
| 17   | 85  | Iron Dames             | 13  | 8   | 10  | 10  |     |     |     |     | 7      |
| 18   | 60  | Iron Lynx              | NC  | 15  | 12  | Ret |     |     |     |     | 0      |
| Pos. | N.º | Escudería              | QAT | IMO | SPA | LMS | SÃO | COA | FUJ | BHR | Puntos |